# HC Les Avants
HC Les Avants (celým názvem: Hockey Club Les Avants) byl švýcarský klub ledního hokeje, který sídlil ve městě Montreux v kantonu Vaud. Založen byl v roce 1904. Švýcarským mistrem se stal celkem dvakrát, poslední titul získal Les Avants v sezóně 1911/12. Poslední účast v nejvyšší soutěži je datováno k sezóně 1915/16. Zanikl v roce 1930 v důsledku Velké hospodářské krize.
Ve švýcarské nejvyšší soutěži působilo HCLA celkem pět sezón.

## Získané trofeje
- Championnat / National League A ( 2× )
  - 1911/12, 1912/13

## Přehled ligové účasti
Zdroj: 
- 1908–1910: Championnat National (1. ligová úroveň ve Švýcarsku)
- 1911–1917: Championnat National (1. ligová úroveň ve Švýcarsku)